# Joana de Acre
Joana de Acre (em inglês:  Joan; Acre, abril de 1272 – Castelo de Clare, 23 de abril de 1307)  foi uma princesa de Inglaterra por nascimento. Ela foi condessa de Hertford e Gloucester pelo seu primeiro casamento com Gilberto de Clare, 7.° Conde de Gloucester. Após enviuvar, casou-se secretamente com o escudeiro Ralf de Monthermer.
Joana também é conhecida pelos supostos milagres que teriam ocorrido no local de seu enterro.

## Família
Joana foi a quinta filha e sétima criança nascida do rei Eduardo I de Inglaterra e de sua primeira esposa, Leonor de Castela.
Os seus avós paternos eram o rei Henrique III de Inglaterra e Leonor da Provença. Os seus avós maternos eram o rei Fernando III de Castela e Joana de Dammartin.
Por parte de pai e mãe teve quinze irmãos, entre eles: Afonso, Conde de Chester, Leonor, Condessa de Bar, Margarida, Duquesa de Brabante, Maria de Woodstock, Isabel de Rhuddlan, e o mais novo era o rei Eduardo II de Inglaterra.
Do segundo casamento do pai com Margarida de França, ela teve mais três meio-irmãos, Tomás de Brotherton, 1.º Conde de Norfolk, Edmundo de Woodstock, 1.º Conde de Kent e Leonor.

## Biografia
Joana nasceu na primavera de 1272 na cidade do Acre, à época parte do Reino de Jerusalém, um estado cruzado, enquanto os seus pais participavam da Nona Cruzada. É possível que ela tenha recebido o seu nome em homenagem à avó materna, no entanto, outra hipótese é de que a princesa tenha sido chamada assim para honrar a sua madrinha, Joana de Munchensi, Condessa de Pembroke, filha do famoso Guilherme Marshal, 1.º Conde de Pembroke. 
Eduardo ainda não era rei nessa época, pois o seu pai, Henrique III, ainda estava vivo. O casal havia chegado à Palestina em maio de 1271, mesma data de nascimento da irmã de Joana, cujo nome não foi registrado, e que morreu pouco tempo após nascer.  Devido a uma tentativa frustrada de assassinato contra Eduardo, contudo, eles permaneceram na região por mais alguns meses.
Eduardo e Leonor partiram da Palestina apenas em setembro, viajando para a Sicília e Espanha, antes de passar o natal no Itália.  Foi lá que mensageiros chegaram com a notícia da morte do rei Henrique III em novembro, o que significava que Eduardo agora era o rei da Inglaterra.  Contudo, ao invés de partir imediatamente para o seu país, Eduardo e Leonor continuaram sua viagem, finalmente chegando na França, onde deixaram a bebê com a mãe de Leonor, a rainha viúva Joana de Dammartin, Condessa de Ponthieu. Foi na França onde nasceu mais um filho, desta vez Afonso, Conde de Chester, em 1273. O casal real apenas voltou para a Inglaterra em 2 de agosto de 1274.
Joana viveu por vários anos em Ponthieu, sendo educada por um bispo, e mimada pela avó indulgente. Joana era livre para brincar pelas colinas cobertas de trepadeiras que cercavam a casa da avó, embora ela necessitasse de vigilância cuidadosa. Em junho ou julho de 1274, enquanto retornavam para a Inglaterra, o rei a rainha pararam em Ponthieu, onde Joana estava. 
Mesmo com a filha longe, Eduardo já se preparava para arrumar um casamento que lhe fosse politicamente vantajoso. Quando ele achou o candidato perfeito, em 1276, Joana ainda tinha entre quatro e cinco anos de idade. Ele era Hartman, filho do rei Rodolfo I da Germânia e de sua primeira esposa, Gertrudes de Hohenberg. O seu pai, então, a trouxe para a Inglaterra pela primeira vez para conhecê-lo. Devido à ausência dos pais na infância, quando ela viu os pais novamente, ela ficou maravilhada, e teve um relacionamento bem distante com eles. 

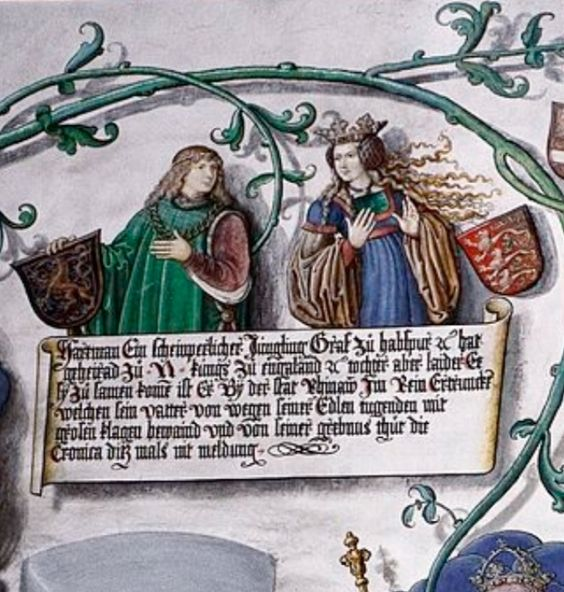
Representação de Joana e Hartman, seu noivo, presente no Castelo de Tratzberg, na Áustria.

Contudo, antes que pudesse casar-se com Hartman, o seu noivo morreu. Um relato diz que ele tinha caído através de um pedaço de gelo enquanto se divertia patinando. Porém, uma carta enviada ao rei declara que o príncipe tinha partido num barco para visitar o seu pai em meio a uma terrível neblina, e o barco bateu contra uma rocha, afogando o jovem. Outra fonte diz que ele pode ter se afogado num naufrágio, em dezembro de 1281, no rio Reno, indo ao encontro da noiva.
No final da década de 1270, foi permitido à Joana, sua irmã mais velha, Leonor, e seu irmão mais novo, Afonso, acompanhar a corte real itinerante, pelo menos durante algumas partes do ano. Eles poderiam participar das celebrações de Páscoa e Natal, enquanto que os seus irmãos mais novos permaneciam no berçário real.
Joana tinha uma personalidade independente e obstinada, algo compartilhado com suas irmãs. Durante a ausência dos pais na Gasconha, quando Joana era uma adolescente, ele se envolveu numa disputa com o tesoureiro da sua casa, e se recusou a aceitar dinheiro dele. Por isso, Eduardo I teve de pagar as dívidas da filha quando voltou para a Inglaterra. 

### Primeiro casamento
Não demorou muito para Eduardo encontrar o próximo noivo, que acabou por ser Gilberto de Clare, filho de Ricardo de Clare, 6.° Conde de Gloucester e de Matilde de Lacy. Ele foi a sua primeira escolha. Gilberto, que era quase 30 anos mais velho do que Joana, e cujo primeiro casamento foi anulado em 1285. Sua primeira esposa era Alice de Lusinhão, uma neta de Isabel de Angolema, mãe de Henrique III pelo seu primeiro casamento com João de Inglaterra, sendo portanto a avó de Eduardo I, e Alice a sua prima. Gilberto era conhecido como o Vermelho, devido à seu temperamento irascível além da cor de seu cabelo.
Para que o casamento seguisse em frente, contudo, o conde teve de desistir de suas terras, com a concordância do rei de que Gilberto as teria de volta quando ele se casasse com a filha, que também passaria a ser dona das terras, além do futuros filhos do casal as herdaram (de tal maneira excluindo os filho do primeiro casamento do conde), assim como teve de pagar um dote de 2.000 marcos de prata. Quando as negociações foram concluídas, Joana apenas tinha 12 anos.
O conde ficou apaixonado por Joana, e mesmo que ela fosse obrigada a se casar, independentemente do que sentisse em relação a isso, ele tentou conquistá-la, tendo lhe presenteado com roupas e presentes caros. Uma dispensa papal foi concedida em 16 de novembro de 1289, e o casamento aconteceu em 30 de abril de 1290, na Abadia de Westminster, em Londres. A noiva tinha apenas 18 anos, e o noivo, 46.  Apenas compareceram na cerimônia o rei e a rainha, sua irmã mais velha, Leonor, as irmãs mais novas Margarida e Isabel, e o seu irmão mais novo, o futuro Eduardo II. Os vestidos usados pela noiva e as irmãs não eram novos, porém, um alfaiate trabalhou nove dias neles; para completar foram encomendados para noiva, em Paris, uma grinalda feita de rubis e esmeraldas, e um cinto de ouro também com rubis e esmeraldas. A princesa doou 3 xelins como oferenda na missa no dia do casamento, e as outras três princesas, cada uma, deu um xelim para viúvas em forma de esmolas. Em seguida, a festa de casamento foi feita num salão temporário construído na Abadia de Westminster para a ocasião. Um dos convidados se divertiu tanto que, de algum modo, ele foi capaz de quebrar várias mesas no banquete.
Logo após o casamento, Joana e Gilberto deixaram a corte sem permissão do rei, e foram para o castelo do conde, em Tonbridge, em Kent. Como retribuição pelo comportamento que desaprovavam, Eduardo e Leonor confiscaram sete robes que foram feitos para Joana, e os deram para a outra filha Margarida, que, dali a pouco tempo, se casaria com o duque João II de Brabante.
Eduardo logo a perdoou, contudo, quando o casal retornou para celebrar o seu casamento recém celebrado, e o da princesa Margarida. Ele até mesmo presenteou Joana com inúmeros objetos para a sua nova casa em Clerkenwell: quatro camas, 46 taças douradas, 60 colheres prateadas, diversas tigelas de prata e uma feita de ouro puro.
Mais tarde, ainda em 1290, na cerimônia do casamento de Margarida e de João, junto a outros membros da corte, fizeram votos de cruzados. Embora eles planejassem ir numa Cruzada, foram impedidos por eventos na Escócia.  Isso provavelmente se referia à morte de Margarida da Noruega, neta de Alexandre III da Escócia e portanto rainha da Escócia, que morreu a caminho daquele país. Os nobres escoceses, então, pediram ao rei da Inglaterra para mediar a disputa entre os pretendentes ao trono.
O casal teve quatro filhos juntos, três meninas e um menino. Gilberto morreu em 7 de dezembro de 1295, quando Joana tinha apenas cerca de 23 anos de idade.

### Segundo casamento
Fazia mais ou menos um ano que Joana tinha enviuvado, quando ela chamou a atenção de Ralf de Monthermer, um escudeiro de seu falecido marido. Ela se apaixonou por ele, e enviou-o para o seu pai, para que ele fosse investido como cavaleiro. Quando ele retornou, os dois se casaram secretamente em janeiro de 1297.  
Isso, contudo, a colocou numa situação difícil, pois Eduardo já planejava casá-la com o conde Amadeu V de Saboia, sendo que a cerimônia deveria ocorrer em 16 de março daquele ano.
Assim, Joana enviou os seus quatro filhos, ou talvez apenas as três filhas para visitar o avô, na esperança de que eles amoleceriam o coração dele, e mesmo o bispo de Durham tentou intervir, porém, o plano não teve sucesso. O rei logo descobriu as intenções da filha, mas sem saber que ela já tinha se comprometido, confiscou as terras de Joana herdadas de seu primeiro marido, e continuou a organizar o casamento com Amadeu. Em seguida, Joana contou ao pai que tinha se casado com Ralf, o que deixou o rei enfurecido, e ele ordenou a prisão do novo genro no Castelo de Bristol. Em razão da raiva, ele até mesmo jogou a coroa que usava no fogo.As opiniões sobre o dilema de Joana diferem, sendo argumentado que os nobres que mais se aborreceram foram os que desejavam a mão da princesa em casamento.
Para defender o seu caso, Joana disse: "Não é considerado vergonhoso, e nem escandaloso para um grande conde tomar como esposa uma mulher maldosa e pobre; e também não é, por outro lado, digno de culpa, ou uma coisa muito difícil para uma condessa, promover um jovem valente à honra."Como ela havia dito isso quando estava grávida, o que pode ter sido aparente, a declaração de Joana parece ter suavizado a posição do rei para com a situação. A sua primeira filha com Ralf, Maria, nasceu em outubro de 1297. No verão daquele ano, quando o casamento foi revelado ao rei, a sua condição seria óbvia, o que ajudou a convencer Eduardo que ele não tinha escolha, a não ser reconhecer o casamento da filha. Ele cedeu, e libertou Ralf da prisão em agosto de 1297. Monthermer prestou homenagem ao rei em 2 de agosto, no Palácio de Eltham, e foi legalmente reconhecido como o conde de Gloucester e Herford em direito da esposa (jure uxoris).
O marido de Joana passou a ser favorecido pelo rei, e lutou por ele na Batalha de Falkirk e no cerco do Castelo Caerlaverock. Ralf também ganhou do sogro as terras escocesas de Annandale e o condado de Atholl. Apesar do bom relacionamento com o sogro, em 1305, Monthermer avisou Roberto de Bruce, o futuro rei Roberto I da Escócia, quando ele estava na corte inglesa, que o rei pretendia prendê-lo na manhã seguinte, levando a sua fuga para a Escócia. Isso ele o fez através do envio de moedas com a cabeça do rei, e um par de esporas os quais fizeram com que Roberto entendesse o recado.Assim, para retribui-lo, quando Ralf foi preso após a Batalha de Bannockburn muito anos depois, em 1314, o rei escocês soltou o conde sem pedir resgate, depois de entretê-lo à mesa. 
Joana e Ralf mantiveram um relacionamento próximo através de cartas com o irmão dela, o futuro rei Eduardo II de Inglaterra. Prova disso é que após o príncipe ter se afastado do pai e perdido o seu selo real, Joana ofereceu emprestar-lhe o seu.

## Morte
A condessa faleceu jovem, no Castelo de Clare, em 23 de abril de 1307, com aproximadamente 35 anos. É possível que tenha morrido durante o parto. Menos de quatro meses depois, o rei Eduardo I faleceu e foi sucedido por Eduardo II. Assim, Ralf perdeu os títulos que detinha em direito da esposa, que retornaram ao seu herdeiro legítimo, o filho de Joana com Gilberto, Gilberto de Clare, 8.° Conde de Gloucester. Como compensação, foi criado para o viúvo de Joana o título de barão de Monthermer.
Ela foi enterrada no Priorado de Clare, da Ordem de Santo Agostinho, em Suffolk, que havia sido fundado pelos ancestrais do conde Gilberto. Mais tarde, no século XVI, o Priorado foi suprimido na Dissolução dos Mosteiros promovida por Henrique VIII de Inglaterra.
Supostamente, em 1357, a filha de Joana, Isabel de Clare, alega ter inspecionado o corpo dela e encontrou-o intacto, o que indicaria santidade para a Igreja Católica. Porém, essa história foi somente registrada numa crônica do século XIV, e os detalhes são incertos, especialmente a declaração de que o seu cadáver estava em tamanho estágio de preservação que, quando os seus seios foram pressionados com as mãos, eles levantaram novamente. Outras fontes alegam que milagres ocorreram no túmulo da princesa, mas Joana jamais foi beatificada ou canonizada. Outros milagres também teriam acontecido no local, como cura para dor de dente, dor nas costas e febre. 
Em 1318, Ralf se casou com Isabel Despenser, filha de Hugo Despenser, 1.° Conde de Winchester, conhecido como o Velho, irmã de Hugo Despenser, o Jovem, e viúva de João de Hastings, Senhor de Hastings. Como eles se casaram sem a permissão do rei, as terras de viúva de Isabel foram confiscadas. Eles foram perdoados, no ano seguinte, ao pagar uma multa de mil marcos. Em 1324, o rei Eduardo II colocou as suas filhas, Leonor e Joana, cuja mãe era a rainha Isabel da França, aos cuidados de Ralf e Isabel. 

## Joana na ficção
Existem obras que representam Joana de maneira quase que totalmente fictícia, sem evidências para apoiar que o modo como a princesa é descrita correspondia à sua verdadeira personalidade em vida. Em alguns ela aparece como independente, e em outros, como uma garota mimada.
Ela aparece no romance histórica de Virginia Henley, Infamous. Nele ela é descrita como uma princesa promíscua, vaidosa, superficial e mimada.
No livro The Love Knot por Vanessa Alexander, Joana é uma personagem importante. Ela conta a história do caso de amor entre a princesa e Ralf de Monthermer, através da descoberta de inúmeras cartas que eles tinham trocado um com o outro.
Em Lives of the Princesses of England, de autoria de Mary Anne Everett Green, ela é retratada como uma princesa frívola e mãe negligente. Muitas concordaram com essa caracterização, no entanto, alguns autores acreditam que há poucas evidências que apoiem a noção de que Joana era uma mãe negligente e insensível.

## Descendência

### Primeiro casamento
- Gilberto de Clare, 8.° Conde de Gloucester (4 de maio de 1291 – 24 de junho de 1314), sucessor do pai. Foi casado com Matilde de Burgh, com quem teve um filho, e morreu na Batalha de Bannockburn;
- Leonor de Clare (1292 – 1337), foi esposa do favorito do tio Eduardo II, Hugo Despenser, o Jovem, com quem teve cinco filhos. Depois foi esposa de Guilherme la Zouche;
- Margarida de Clare (1293 – 9 de abril de 1342), seu primeiro marido foi outro favorito do rei, Piers Gaveston, Conde da Cornualha, com quem teve uma filha, Joana; depois foi esposa de Hugo de Audley, e teve uma filha chamada Margarida;
- Isabel de Clare (16 de abril de 1295 – 4 de novembro de 1360), foi casada três vezes: primeiro com João de Burgh, depois com Teobaldo II de Verdun, tendo dois filhos com o mesmo, e por fim, foi esposa de Rogério d'Amory, e teve mais dois filhos.

### Segundo casamento
- Maria de Monthermer (1298 – após 1371), esposa de Duncan IV, Conde de Fife, com quem teve uma filha somente, Isabel;
- Joana de Monthermer (n. 1299), freira na Abadia de Amesbury, em Wiltshire;
- Tomás de Monthermer, 2.° Barão Monthermer (4 de outubro de 1301 – 24 de junho de 1340), sucessor do pai. Foi marido de Margarida, e teve uma filha;
- Eduardo de Monthermer (m. 3 de fevereiro de 1340).